# Giulietta e Romeo (Zingarelli)
Giulietta e Romeo (título original en italiano; en español, Julieta y Romeo) es un dramma per musica en tres actos con música de Nicola Antonio Zingarelli y libreto en italiano de Giuseppe Maria Foppa basado en la novela homónima del año 1530 de Luigi da Porto. Se estrenó en el Teatro alla Scala en Milán el 30 de enero de 1796.
Giulietta e Romeo fue compuesta por Zingarelli en sólo ocho días y se considera por muchos estudiosos como su mejor obra. La ópera permaneció en el repertorio italiano hasta bien entrado el siglo XIX y el papel de Romeo fue uno de los favoritos para lucimiento de Maria Malibran hasta alrededor del año 1830.

## Personajes
| Personaje                                      | Tesitura               | Reparto del estreno, 30 de enero de 1796 (Director: - Luigi De Baillou ) |
| ---------------------------------------------- | ---------------------- | ------------------------------------------------------------------------ |
| Everardo Capellio                              | tenor                  | Adamo Bianchi                                                            |
| Giulietta                                      | mezzosoprano/contralto | Giuseppina Grassini                                                      |
| Romeo Montecchio                               | soprano castrato       | Girolamo Crescentini                                                     |
| Teobaldo                                       | tenor                  | Gaetano De Paoli                                                         |
| Gilberto                                       | soprano castrato       | Angelo Monanni "Manzoletti"                                              |
| Matilde                                        | soprano                | Carolina Dinand                                                          |
| Miembros de las familias Capellio y Montecchio |                        |                                                                          |